# Commando
Commando és una pel·lícula d'acció americana realitzat per Mark L. Lester el 1985 amb en els papers principals Arnold Schwarzenegger, Vernon Wells i Alyssa Milano. Ha estat doblada al català.

## Argument
Antic membre dels comandos d'elit, el coronel John Matrix porta una existència plàcida al costat de la seva filla Jenny.
Però el general Arius, antic enemic de Matrix i dictador caigut de Valverde, segresta Jenny i imposa a Matrix, si vol tornar a veure la seva filla viva, assassinar l'actual president del país. De fet és Bennett, un antic membre de l'equip de Matrix, qui manipula el dictador. La seva única intenció, darrere d'aquest cop d'Estat consagrat al fracàs, és desencadenar la bogeria homicida de Matrix.
Amb l'ajuda de Cindy, una jove hostessa arrossegada per la força per Matrix, aquest podrà trobar la seva filla presonera. Bennett pensa tenir la seva venjança però serà, evidentment, sense comptar amb els «recursos » espectaculars de l'home de guerra John Matrix.

## Repartiment
En el paper de l'immund Bennett, l'actor australià Vernon Wells (gran especialista dels dolents amb Mad Max 2 o L'aventura interior) fa una interpretació particularment memorable. L'actuació exagerada, les respostes cultes («Benvingut John, estic content que hagis vingut!»), la seva cota de malles anacrònica, la seva semblança estranya amb Freddie Mercury, fan de Bennett el personatge més popular de Commando. Vernon Wells obté fins i tot el més elevat percentatge de simpatia amb un 44% per Bennett contra el 31,2% per Matrix.
Tot i que no tenen escenes comunes, aquesta pel·lícula va permetre a Arnold Schwarzenegger i Bill Paxton trobar-se just un any després del rodatge de Terminator. Tornaran a treballar junts una última vegada l'any 1994 en True Lies. Schwarzenegger es va troba també dos anys més tard Bill Duke (que fa de Cooke en aquesta pel·lícula) en la pel·lícula Predator.
- Arnold Schwarzenegger: John Matrix
- Vernon Wells: Bennett
- Dan Hedaya: Arius
- Rae Dawn Chong: Cindy
- Alyssa Milano: Jenny Matrix
- Bill Duke: Cooke
- James Olson: General Franklin Kirby
- David Patrick Kelly: Sully
- Drew Snyder: Lawson
- Sharon Wyatt: Leslie
- Michael Delano: Forrestal
- Bob Minor: Jackson
- Michael Adams: Harris
- Gary Cervantes: Diaz
- Lenny Juliano: Soldat
- Charles Meshack: Henriques
- Chelsea Field: Hostessa de Western Flight (Vicky)
- Julie Hayek: Hostessa de Western Flight (Suzanne)
- Walter Scott: Cates
- Greg Wayne Elam: Biggs

## Box-office
- La pel·lícula, d'un pressupost d'11 milions de dòlars a l'època, ha generat més de 35 milions, únicament als Estats Units.

## Al voltant de la pel·lícula
- En aquesta pel·lícula, les rèpliques humoristiques cultes són utilitzades per donar un petit aire de comèdia. Per exemple, en l'escena en l'avió, Matrix mata Henriques i diu a una hostessa: «No molesteu el meu amic, ha mort de cansament. » (Don't disturb my friend, he’s dead tired.).[5] Schwarzenegger no oblida tampoc la seva cèlebre rèplica que fa en totes les seves pel·lícules: « I'll be back, Bennett » (John Matrix); « I’ll be ready, John » (Bennett).[5]
- Per Schwarzenegger, Commando va ser la pel·lícula més violenta mai interpretada en el curs de la seva carrera com a actor; el seu personatge també va ser considerat com el més violent, destronant així el seu més famós paper, el de Terminator. El seu personatge mata 81 persones en la pel·lícula, un rècord.[6]